# روبرت إيفيرارد ودسون

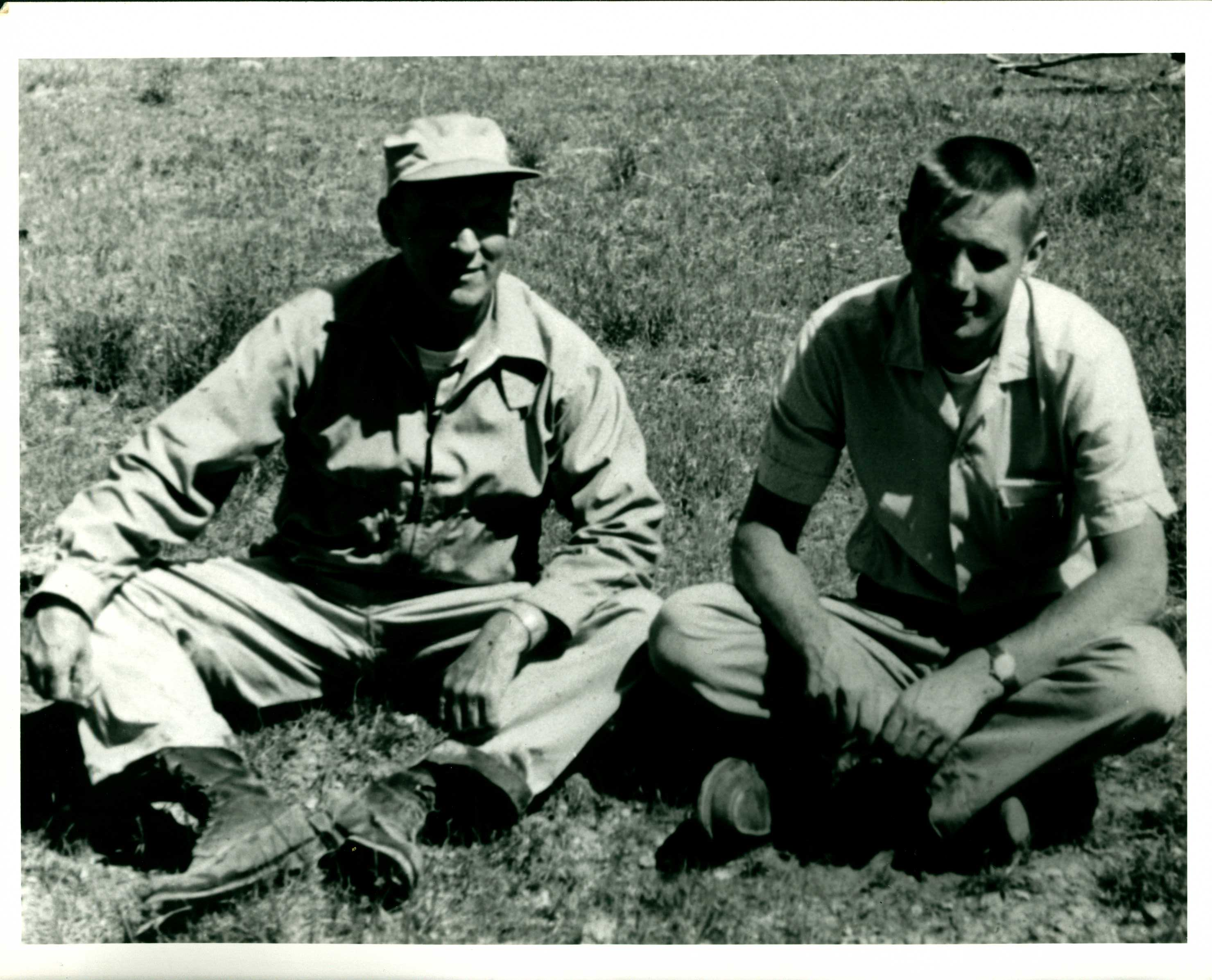
روبرت ودسون ونويل هولمجرين عام 1962.

روبرت إيفيرارد ودسون (بالإنجليزية: Robert Everard Woodson)‏ هو عالم نبات أمريكي، ولد في 28 أبريل 1904 في سانت لويس في الولايات المتحدة، وتوفي بنفس المكان في 6 نوفمبر 1963.